# Vålerenga Trolls 2019
Questa voce raccoglie le informazioni riguardanti i Vålerenga Trolls nelle competizioni ufficiali della stagione 2019.

## Eliteserien 2019

### Stagione regolare
| Eidsvoll 4 maggio 2019, ore 14:00 | Eidsvoll 1814's | 34 – 0 | Vålerenga Trolls | Bøn |

| Oslo 16 maggio 2019, ore 19:00 | Vålerenga Trolls | 13 – 36 | Oslo Vikings | Frogner Stadion |

| Kristiansand 25 maggio 2019, ore 14:00 | Kristiansand Gladiators | 40 – 13 | Vålerenga Trolls | Karuss |

| Oslo 1º giugno 2019, ore 14:00 | Vålerenga Trolls | 33 – 27 | Sarpsborg Olavs Menn | Frogner Stadion |

| Oslo 9 giugno 2019, ore 14:00 | Vålerenga Trolls | 18 – 23 | Eidsvoll 1814's | Frogner Stadion |

| Oslo 16 giugno 2019, ore 14:00 | Oslo Vikings | 52 – 0 | Vålerenga Trolls | Frogner Stadion |

### Playoff
| Oslo 23 giugno 2019 | Vålerenga Trolls | 34 – 63 | Sarpsborg Olavs Menn | Frogner Stadion |

## Statistiche di squadra
| Competizione | %Vittorie | In casa | In casa | In casa | In casa | In casa | In casa | In trasferta | In trasferta | In trasferta | In trasferta | In trasferta | In trasferta | Totale | Totale | Totale | Totale | Totale | Totale |
| Competizione | %Vittorie | G       | V       | N       | P       | Pf      | Ps      | G            | V            | N            | P            | Pf           | Ps           | G      | V      | N      | P      | Pf     | Ps     |
| ------------ | --------- | ------- | ------- | ------- | ------- | ------- | ------- | ------------ | ------------ | ------------ | ------------ | ------------ | ------------ | ------ | ------ | ------ | ------ | ------ | ------ |
| Campionato   | .167      | 3       | 1       | 0       | 2       | 64      | 86      | 3            | 0            | 0            | 3            | 13           | 126          | 6      | 1      | 0      | 5      | 77     | 212    |
| Playoff      | .000      | 1       | 0       | 0       | 1       | 34      | 63      | 0            | 0            | 0            | 0            | 0            | 0            | 1      | 0      | 0      | 1      | 34     | 63     |
| Totale       | .143      | 4       | 1       | 0       | 3       | 98      | 149     | 3            | 0            | 0            | 3            | 13           | 126          | 7      | 1      | 0      | 6      | 101    | 275    |